# Choi Chol-su
Choi Chol-su (* 1. Dezember 1969) ist ein ehemaliger nordkoreanischer Boxer.
Bei der Weltmeisterschaft 1991 in Sydney belegte Rechtsausleger Choi den zweiten Platz, er verlor das Finale gegen den Ungarn István Kovács. 1992 errang er zuerst die Bronzemedaille der asiatischen Meisterschaften in Bangkok und besiegte dann bei seiner Teilnahme an den Olympischen Spielen 1992 in Barcelona den Welt- und Europameister Kovács sowie im Finale den Kubaner Raúl González und wurde Olympiasieger im Fliegengewicht. Choi war der zweite nordkoreanische Olympiasieger im Boxen nach Gu Yong-ju 1976.
Seine Amateurbilanz war 200-10.
Er bestritt später von 1996 bis 1999 drei Profikämpfe.